# Petrolisthes amoenus
Petrolisthes amoenus är en kräftdjursart som först beskrevs av Félix Édouard Guérin-Méneville 1855.  Petrolisthes amoenus ingår i släktet Petrolisthes och familjen porslinskrabbor. Inga underarter finns listade i Catalogue of Life.